# Walpernhain
Walpernhain település Németországban, azon belül Türingiában. Lakosainak száma 173 fő (2023. december 31.). Walpernhain Droyßig, Heideland és Osterfeld községekkel határos.

## Népesség
A település népességének változása:
| Lakosok száma | 169  | 173  | 174  | 170  | 173  |
|               | 2017 | 2019 | 2021 | 2022 | 2023 |